# Cantor Fitzgerald
Cantor Fitzgerald, L.P. es una empresa estadounidense de servicios financieros fundada en 1945. Está especializada en renta variable institucional, ventas y negociación de renta fija, y en servir al mercado medio con servicios de banca de inversión, corretaje preferente y financiación inmobiliaria comercial. También está presente en nuevos negocios, como los servicios de asesoramiento. y gestión de activos, la tecnología del juego y el comercio electrónico. Cuenta con más de 5000 clientes institucionales.
Cantor Fitzgerald es uno de los 24 operadores primarios autorizados a negociar valores públicos estadounidenses con el Banco de la Reserva Federal de Nueva York.
Los 1600 empleados de Cantor Fitzgerald trabajan en más de 30 ubicaciones, incluidos centros financieros en América, Europa, Asia-Pacífico y Oriente Medio. Junto con sus filiales, Cantor Fitzgerald opera en más de 60 oficinas en 20 países y cuenta con más de 12 500 empleados.
Antes de 2001, la sede de la empresa estaba situada entre las plantas 101 y 105 de la Torre Norte del World Trade Center de Nueva York, justo encima del lugar donde se estrelló el vuelo 11 de American Airlines durante los atentados del 11 de septiembre de 2001. 658 empleados de Cantor Fitzgerald que estaban presentes ese día perdieron la vida, lo que representa la mayor pérdida de vidas entre todas las organizaciones y empresas que se produjo por los atentados.

## Primeros años
Cantor Fitzgerald fue fundado en 1945 por Bernard Gerald Cantor y John Fitzgerald como banco de inversión y empresa de corretaje. Más tarde se hizo conocida por su corretaje de bonos por computadora, la calidad de su modelo de negocio de distribución institucional y el principal corredor de valores gubernamentales del mercado.
En 1965, Cantor Fitzgerald inició la venta/negociación de acciones en «grandes bloques» para clientes institucionales. Se convirtió en el primer mercado electrónico del mundo para valores gubernamentales de Estados Unidos en 1972 y, en 1983, fue el primero en ofrecer servicios de corretaje de pantalla a nivel mundial en valores gubernamentales de Estados Unidos
En 1991, Howard Lutnick fue nombrado presidente y director ejecutivo de Cantor Fitzgerald; se convirtió en presidente de Cantor Fitzgerald, LP, en 1996.

## Atentados del 11 de septiembre

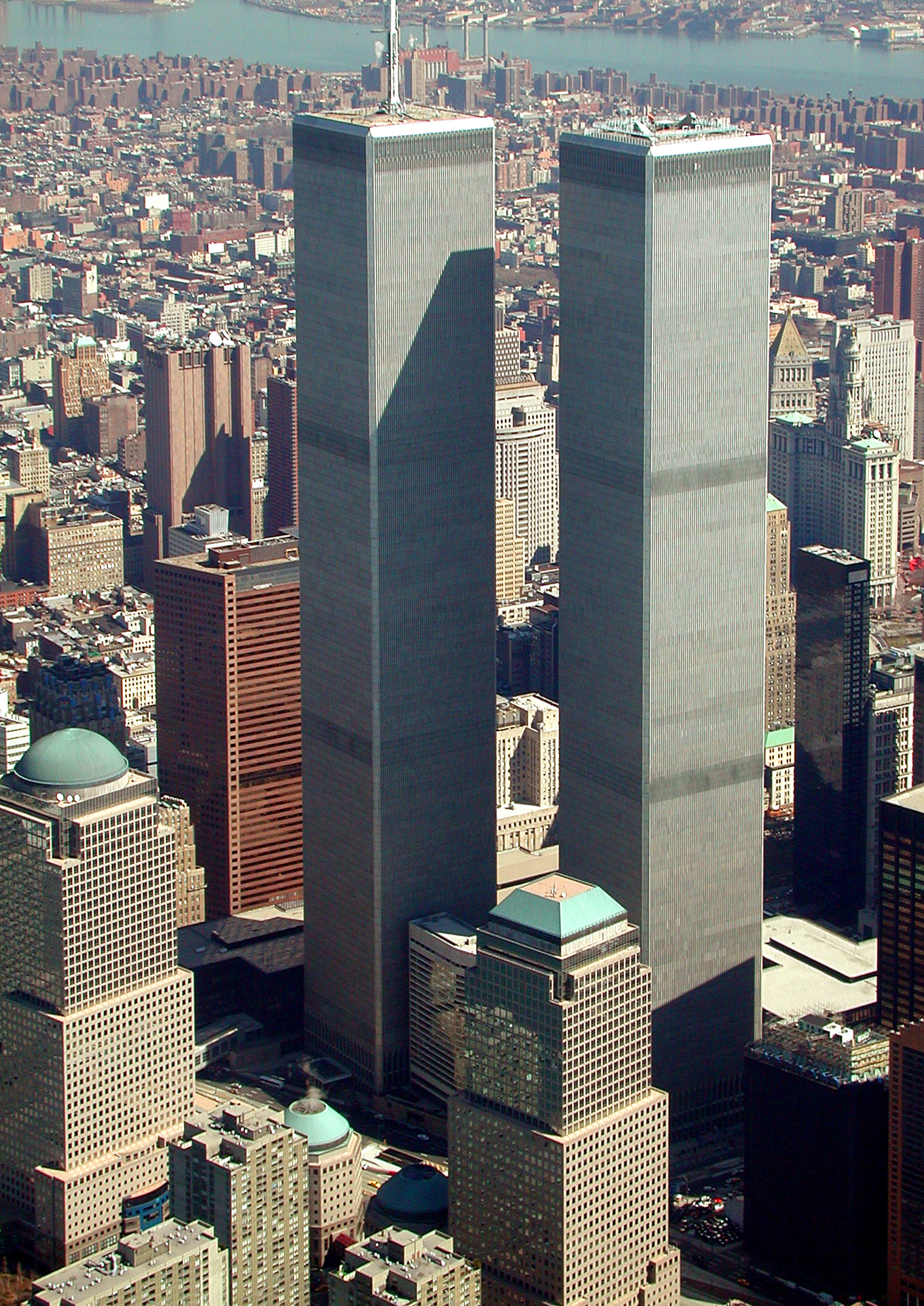
1 World Trade Center (Torre Norte), el edificio con la antena a la izquierda, incluía la sede corporativa de Cantor Fitzgerald.

La sede corporativa de Cantor Fitzgerald y la oficina de la ciudad de Nueva York, en los pisos 101 al 105 del 1 World Trade Center en el Bajo Manhattan (de 2 a 6 pisos por encima de la zona de impacto del vuelo 11 de American Airlines), fueron destruidas durante los atentados del 11 de septiembre de 2001. A las 8:46:46 a. m., dieciocho segundos después de que el avión chocara contra la torre, un servidor de Goldman Sachs emitió una alerta diciendo que su sistema de comercio se había desconectado porque no podía conectarse con el servidor. Dado que todas las escaleras que conducían más allá de la zona de impacto fueron destruidas por el choque inicial o bloqueadas por humo, fuego o escombros, todos los empleados que se presentaron a trabajar esa mañana murieron en los ataques; 658 de sus 960 empleados de Nueva York murieron o desaparecieron, o el 68,5% de su fuerza laboral total, que fue considerablemente más que cualquiera de los otros inquilinos del World Trade Center, el Departamento de Policía de la Ciudad de Nueva York, el Departamento de Policía de la Autoridad Portuaria, el Departamento de Bomberos de la Ciudad de Nueva York o el Departamento de Defensa. También murieron cuarenta y seis contratistas, trabajadores del servicio de alimentos y visitantes en las oficinas de Cantor Fitzgerald en ese momento. El director ejecutivo Howard Lutnick no estuvo presente ese día, pero su hermano menor, Gary, estaba entre los muertos. Lutnick se comprometió a mantener viva la empresa, y la empresa pudo volver a poner en línea sus mercados comerciales en una semana.
El 19 de septiembre, Cantor Fitzgerald se comprometió a distribuir el 25% de las ganancias de la empresa durante los próximos cinco años, y se comprometió a pagar diez años de atención médica en beneficio de las familias de sus 658 exempleados en Cantor Fitzgerald, eSpeed y TradeSpark (beneficios que de otro modo se habrían distribuido a los socios de Cantor Fitzgerald). En 2006, la empresa había cumplido su promesa, habiendo pagado un total de 180 millones de dólares (y 17 millones de dólares adicionales de un fondo de ayuda dirigido por la hermana de Lutnick, Edie).
Hasta los ataques, Cantor había manejado alrededor de una cuarta parte de las transacciones diarias en el mercado de valores del tesoro multimillonario. Desde entonces, Cantor Fitzgerald ha reconstruido su infraestructura, en parte gracias a los esfuerzos de su oficina de Londres, y ahora tiene su sede en Medio Manhattan. El esfuerzo de la compañía por recuperar su equilibrio fue el tema del libro de Tom Barbash de 2003, On Top of the World: Cantor Fitzgerald, Howard Lutnick, and 9/11: A Story of Loss and Renewal, así como de un documental de 2012, Out of the Clear Blue Sky.
El 2 de septiembre de 2004, Cantor y otras organizaciones presentaron una demanda civil contra Arabia Saudita por supuestamente proporcionar dinero a los secuestradores y Al Qaeda. Posteriormente se unió a la demanda la Autoridad Portuaria de Nueva York y Nueva Jersey. La mayoría de las demandas contra Arabia Saudita fueron desestimadas el 18 de enero de 2005.
En diciembre de 2013, Cantor Fitzgerald resolvió su demanda contra American Airlines por 135 millones de dólares. Cantor Fitzgerald había estado demandando por pérdida de propiedad e interrupción de negocios alegando que la aerolínea había sido negligente al permitir que los secuestradores abordaran el vuelo 11.

## Después del 11-S
En 2003, la empresa lanzó su grupo de comercialización y venta de renta fija. Tres años después, la Reserva Federal agregó a Cantor Fitzgerald & Co. a su lista de distribuidores primarios .La empresa lanzó posteriormente Cantor Prime Services en 2009. Estaba destinado a ser un proveedor de plataformas de corretaje principal de corretaje perimetral de múltiples activos para explotar sus capacidades de compensación, financiación y ejecución. Un año después, Cantor Fitzgerald comenzó a construir su negocio inmobiliario con el lanzamiento de CCRE. La filial de Cantor, BGC Partners, se expandió a los servicios de bienes raíces comerciales en 2011 mediante la compra de Newmark Knight Frank y los activos de Grubb & Ellis, para formar Newmark Grubb Knight Frank.
El 5 de diciembre de 2014, se dijo que dos analistas de Cantor Fitzgerald estaban entre los 25 mejores analistas de TipRanks. Cantor Fitzgerald tiene una prolífica práctica de suscripción de empresas de adquisición con fines especiales, habiendo liderado a todos los bancos en la actividad de suscripción de SPAC tanto en 2018 como en 2019.

## Filantropía
Edie escribió An Unbroken Bond: The Untold Story of How the 658 Cantor Fitzgerald Families Faced the Tragedy of 9/11 and Beyond. Todos los ingresos de la venta del libro benefician al fondo de ayuda de Cantor Fitzgerald y a las organizaciones benéficas a las que ayuda.
El fondo de ayuda de Cantor Fitzgerald proporcionó $10 millones a las familias afectadas por el Huracán Sandy. Howard Lutnick y el fondo de ayuda «adoptó» 19 escuelas primarias en las áreas afectadas mediante la distribución de tarjetas de débito prepagas de $1,000 a cada familia de las escuelas. Se entregó un total de $10 millones en fondos a las familias afectadas por la tormenta.
Dos días después de que el tornado de Moore de 2013 azotara Moore, Oklahoma, matando a 24 personas e hiriendo a cientos, Lutnick se comprometió a donar 2 millones de dólares a las familias afectadas por el tornado. La donación se entregó a las familias en forma de tarjetas de débito de $1,000.
Cada año, el 11 de septiembre, Cantor Fitzgerald y su filial, BGC Partners, donan el 100 % de sus ingresos a causas benéficas en su Día de la Caridad anual, que se estableció inicialmente para recaudar dinero para ayudar a las familias de los empleados de Cantor que murieron en el Ataques al World Trade Center. Desde su creación, Charity Day ha recaudado 192 millones de dólares para organizaciones benéficas en todo el mundo.

## Subsidiarios y afiliados
La firma tiene muchas subsidiarias y afiliadas, que incluyen:
- BGC Partners, que lleva el nombre del innovador y fundador del comercio de renta fija B. Gerald Cantor, es una empresa de corretaje global que presta servicios a los mercados financieros mayoristas y al mercado de bienes raíces comerciales en Nueva York, Londres y otros centros financieros. BGC Partners incluye a Newmark Grubb Knight Frank, el cuarto proveedor de servicios inmobiliarios más grande de Estados Unidos.
- Cantor Ventures es la rama de desarrollo empresarial y capital de riesgo corporativo de la empresa. Liderado por Henrique De Castro, las inversiones actuales del grupo incluyen delivery.com, Ritani, TopLine Game Labs, AdFin, Lucera, NewsWhip y XIX Entertainment.
- Hollywood Stock Exchange, fundada en 1996, es el mercado de valores de entretenimiento virtual del mundo.
- TopLine Game Labs es una empresa de tecnología para crear deportes de fantasía de corta duración y juegos sociales basados en entretenimiento. Con sede en Los Ángeles, TopLine Game Labs estaba, en 2013, construyendo una arquitectura independiente de la plataforma para impulsar experiencias de juego para deportes.[31]

## Gerencia sénior

### Lista de presidentes
1. Bernie Cantor (1945-1996)
2. Howard Lutnick (1996-presente)

### Lista de directores ejecutivos
1. Bernie Cantor (1945-1991)
2. Howard Lutnick (1991-presente)